# Kraftwerk Seitevare
Das Kraftwerk Seitevare ist ein Wasserkraftwerk in der Gemeinde Jokkmokk, Provinz Norrbottens län, Schweden, das am Lilla Luleälven etwa 80 km flussaufwärts der Ortschaft Jokkmokk liegt. Es wurde von 1962 bis 1968 errichtet. Das Kraftwerk ist im Besitz von Vattenfall und wird auch von Vattenfall betrieben.

## Absperrbauwerk
Das Absperrbauwerk besteht aus einem Steinschüttdamm mit einer Höhe von 106 m und einer Länge von 1,5 km. Die Hochwasserentlastung befindet sich am linken Ende des Damms.

## Stausee
Der Damm staut den Blackälven, einen Zufluss des Lilla Luleälven, zu dem Stausee Tjaktjajaure auf. Beim maximalen Stauziel von 477 m erstreckt sich der Stausee über eine Fläche von rund 77 km² und fasst (zusammen mit weiteren kleineren Seen) 1,65 Mrd. m³ Wasser.

## Kraftwerk
Mit dem Bau des Kraftwerks wurde von 1962 begonnen; es ging 1967 (bzw. im September 1968) in Betrieb. Das Kraftwerk verfügt mit einer Francis-Turbine über eine installierte Leistung von 214 (bzw. 220 oder 225) MW. Die durchschnittliche Jahreserzeugung liegt bei 787 (bzw. 850) Mio. kWh. Die Fallhöhe beträgt 180 (bzw. 182) m. Der maximale Durchfluss liegt bei 120 (bzw. 135) m³/s.